# Dálnice D8
Dálnice D8 (tzv. Drážďanská, či dříve Teplická dálnice) je česká dálnice vedoucí od Prahy severoseverozápadním směrem přes Lovosice a Ústí nad Labem ke státní hranici Česko/Německo (Krásný Les/Breitenau), kde se volně napojuje na německou dálnici A17. Dálnice D8 začíná na severním okraji Prahy nedaleko obce Zdiby a končí severozápadně od krušnohorské vesnice Krásný Les v okrese Ústí nad Labem. Dálnice D8 měří celkem 94,488 km.
Úsek Březiněves – Zdiby, dlouhý 2,248 km, se po dobudování Pražského okruhu má stát součástí dálnice D8, takže místo původně plánovaných 92,208 km bude dálnice D8 měřit 94,456 km.
Dálnice D8 je součástí IV. panevropského dopravního koridoru a evropské silnice E55. Dálnice D8 je jednou ze dvou českých dálnic, které vedou přes chráněnou krajinnou oblast, zde konkrétně přes CHKO České středohoří. Právě v tomto území byl 17. prosince 2016 slavnostně zahájen provoz na posledním dostavěném úseku dálnice D8.

## Historie
Dálnice v podstatě kopíruje trasu prastaré cesty nazývané Srbská stezka, která spojovala Prahu se Saskem a srbskou Lužicí a která Krušné hory překonávala v místě Nakléřovského průsmyku.

### 1938–1950
Dálnice v trase Praha–Drážďany se poprvé objevila na plánech v říjnu 1938, jen pár týdnů po mnichovských událostech. V sudeto-německých plánech z let 1938–1945 byla dnešní dálnice D8 značena jako dálnice A72, v českých a později protektorátních plánech jako dálniční koridor IV. Výstavba ale nezačala, protože přednost dostala stavba jiné dálnice vedoucí také ve směru Berlín – Vídeň a to Exteritoriální dálnice Vídeň – Vratislav, tehdy označovaná jako dálnice A88.
Ještě předtím, 15. listopadu 1938, byl podán návrh na vznik slova dálnice. O měsíc později, 23. prosince 1938 bylo zřízeno Generální ředitelství stavby dálnic (GŘSD) (předchůdce dnešního Ředitelství silnic a dálnic (ŘSD)) a pojem dálnice byl úředně zaveden.
Dne 30. dubna 1942 byl vydán zákaz výstavby dálnic v celé Velkoněmecké Říši, kam spadal i Protektorát Čechy a Morava z důvodů přesunutí pracovních sil do válečné výroby. Výstavba v tomto směru znovu nezačala ani po skončení války.
Plán výstavby dálnice Praha – Drážďany jako koridor IV zůstal v československých plánech až do prosince 1950, kdy výstavba dálnic byla v Československu opět pozastavena.

### 1963–1971
Vzhledem k silnému nárůstu silniční dopravy v průběhu 50. a 60. let přijala Vláda ČSSR (premiér Viliam Široký) dne 10. dubna 1963 usnesení č. 286 o koncepci dlouhodobého rozvoje silniční sítě a místních komunikací v Československé socialistické republice, které bylo potvrzeno 18. dubna 1966 vládním rozhodnutím o obnovení dálniční výstavby v ČSSR.
Na nových plánech se opět objevuje směr Praha – Drážďany, avšak tentokrát je poprvé užit název dálnice D8.
V letech 1968–1971 bylo mezi ČSSR a NDR projednáno budoucí propojení obou zemí dálnicí.

### 1984–1990
V 80. letech 20. století probíhal v Severočeském kraji masivní postup v dobývání hnědého uhlí. Bylo plánováno rozšíření povrchového dolu Chabařovice směrem na sever a severozápad, čímž by došlo mj. k přerušení jediného silničního spojení mezi Teplicemi a Ústím nad Labem, silnicí I. třídy č. 13 (I/13).
Proto v dubnu 1984 začalo 6,5leté budování 4,175 km dlouhého úseku 0806 Řehlovice – Trmice přednostně, protože se tím ve spojení s právě vybudovanou, na něj navazující 7 km dlouhou čtyřpruhovou silnicí II. třídy č. 613 (II/613) (od roku 1997 rychlostní silnice R63, od 1. ledna 2016 silnice pro motorová vozidla I/63) vytvářelo potřebné alternativní silniční spojení Teplic a Ústí nad Labem. Po roce 1990 však došlo k celkovému útlumu těžby hnědého uhlí v Československu, a tak nakonec povrchový důl Chabařovice rozšířen nebyl a silnice I. třídy č. 13 (I/13) zůstala nepřerušena. Úsek 0806 byl zprovozněn v listopadu 1990.
Tento úsek dálnice D8 tak sloužil 16 let, až do prosince 2006, kdy byl otevřen navazující úsek 0807 Trmice – státní hranice Česko/Německo, jen pro lepší spojení měst Teplice a Ústí nad Labem, tedy vlastně pro dopravu ve východo-západním směru, nikoli v severo-jižním.

### 1990–2001
V období po roce 1990 probíhala výstavba dálnice D8 již klasickým způsobem, od počátku, tedy od Prahy, v souladu s dopravní poptávkou.
Nejprve byla v roce 1991 protažena Prosecká radiála až do Zdib, kde se nachází nultý kilometr dálnice D8. 2,248 km dlouhý úsek Březiněves – Zdiby se má stát součástí dálnice D8 po dobudování Pražského okruhu.
V červenci 1993 byl otevřen počáteční úsek dálnice D8, 9,6 km dlouhý úsek 0801 Zdiby – Úžice, a o 3 roky později, v říjnu 1996, byl zprovozněn 8,9 km dlouhý navazující úsek 0802 Úžice – Nová Ves.
Poté následoval v říjnu 1998 13,425 km dlouhý samostatný úsek 0804 Doksany – Lovosice, který výrazně zkrátil a zrychlil cestu v tomto dopravním směru. Původní silnice I/8 vedla totiž oklikou přes Terezín.
V červnu 2001 byl otevřen chybějící 16,351 km dlouhý úsek 0803 Nová Ves – Doksany, který propojil již provozované úseky 0801 a 0802 Zdiby – Úžice – Nová Ves s úsekem 0804 Doksany – Lovosice, čímž vznikla souvislá dálnice od Zdib až do Lovosic o délce 48,276 km.

### 2002–2006

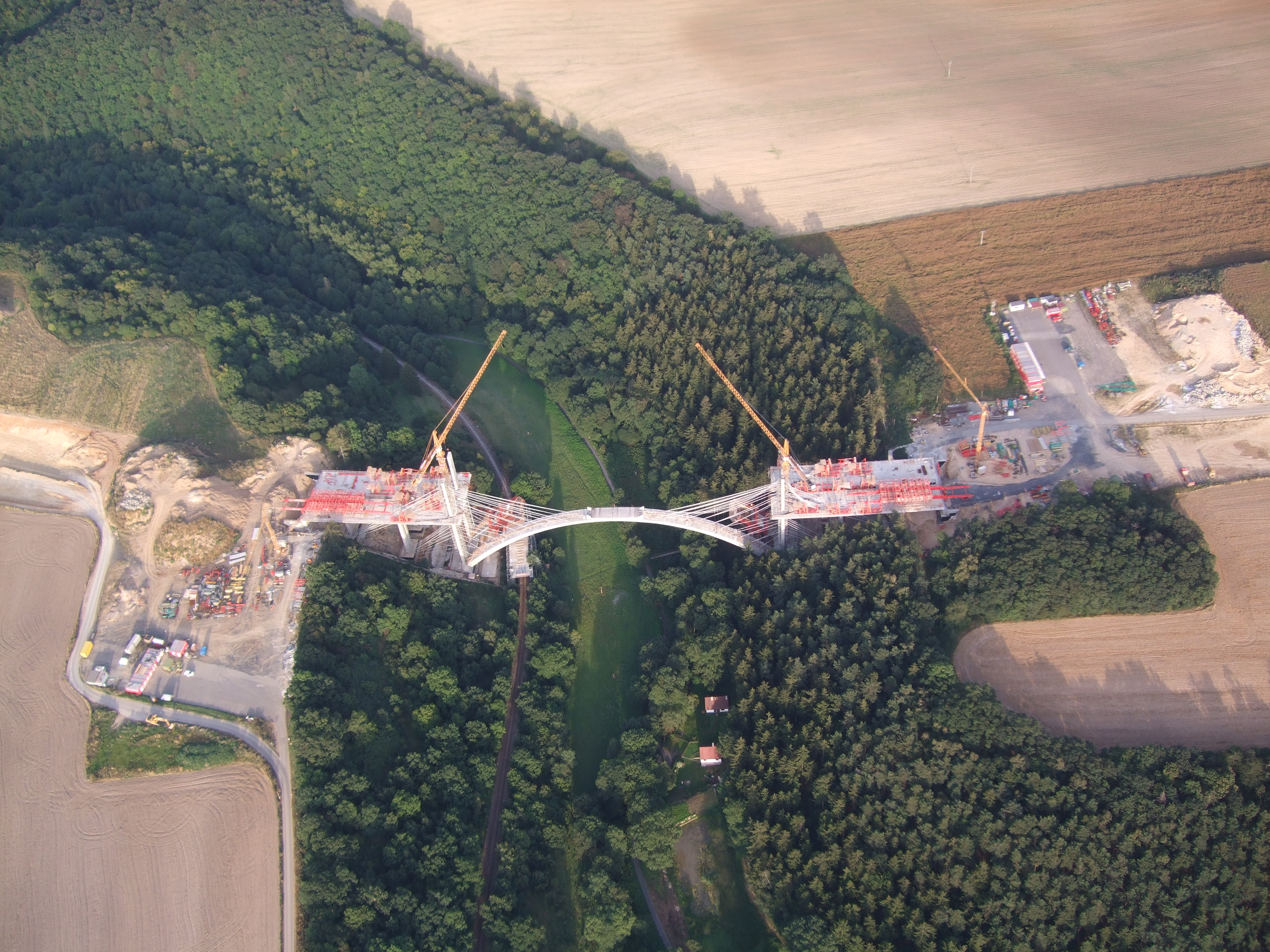
Opárno, D8, 16. srpna 2009

21. prosince 2006 byl zprovozněn úsek 0807 přes Krušné hory od Trmic na státní hranici Česko/Německo o délce 23,344 km s napojením na německou dálnici A17 u Petrovic.

### 2007–2017

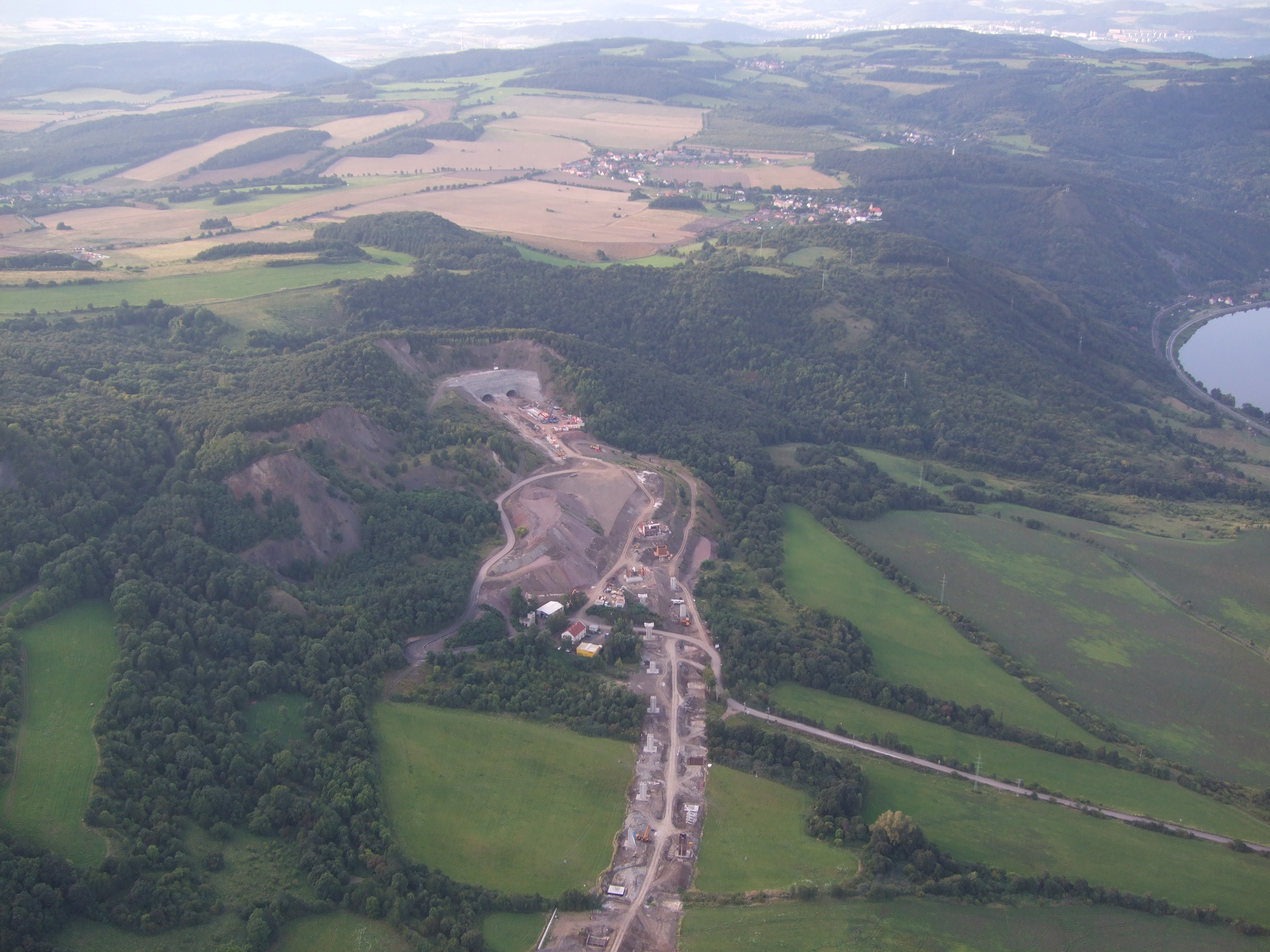
stavba D8, tunely, 16.8.2009, vpravo Dubice a Dubičky, kousek Labe, v pozadí napravo Ústí nad Labem, foto z MPG

Stavba posledního chybějícího úseku oficiálně začala 6. listopadu 2007. Původně slibovaný termín dokončení 2010 už v březnu 2009 zpochybnil tehdejší krajský radní Jiří Šulc. Předseda sdružení Děti Země Miroslav Patrik předpokládal ve stejné době možné dokončení v roce 2012 nebo 2013. Podle tvrzení ŘSD ČR z května 2012 měla být stavba dokončena v roce 2014..
7. června 2013 došlo na trase dálnice k masivnímu sesuvu asi 500 tisíc metrů krychlových zeminy v km 56,5 dálnice D8 u Litochovic. A to právě v oblasti, před kterou sdružení Děti Země v letech 1995 až 2004 varovalo s odkazem na podklady Českého geologického úřadu (ČGÚ). V listopadu 2014 byla zahájena první etapa odtěžení sesuvu a vytvoření odvodnění za 70 mil. Kč, v září 2015 pak začala druhá etapa sanace za 400 mil. Kč. Provoz na posledním úseku D8 z Bílinky do Řehlovic byl slavnostně zahájen 17. prosince 2016. Kvůli nestabilnímu podloží a dokončovacím zajišťovacím pracím byl úsek na prackovické estakádě provizorně veden v každém směru v jednom pruhu v jednom společném jízdním pásu. V plném profilu byla prackovická estakáda zprovozněna 20. září 2017.

## Úseky dálnice
| Číslo úseku | Název úseku                    | Délka úseku | Kategorie           | Zahájení výstavby | Uvedení do provozu | Křižovatky                                                                               |
| ----------- | ------------------------------ | ----------- | ------------------- | ----------------- | ------------------ | ---------------------------------------------------------------------------------------- |
| 0801        | Zdiby – Úžice                  | 9,6 km      | D26,5/120           | 10/1990           | 07/1993            | Zdiby (exit 1) Úžice (exit 9)                                                            |
| 0802        | Úžice – Nová Ves               | 8,9 km      | D26,5/120           | 12/1993           | 10/1996            | Nová Ves (exit 18)                                                                       |
| 0803        | Nová Ves – Doksany             | 16,35 km    | D27,5/120           | 10/1998           | 06/2001            | Roudnice nad Labem (exit 29)                                                             |
| 0804        | Doksany – Lovosice             | 13,43 km    | D26,5/120           | 10/1996           | 10/1998            | Doksany (exit 35) Lukavec (exit 45)                                                      |
| 0805        | Lovosice – Řehlovice           | 16,41 km    | D27,5/120           | 11/2007           | 12/2016            | Lovosice (exit 48) Bílinka (exit 52) Řehlovice (exit 64)                                 |
| 0806        | Řehlovice – Trmice             | 4,18 km     | D26,5/120           | 1984              | 11/1990            | Stadice (exit 65)                                                                        |
| 0807        | Trmice – státní hranice ČR/SRN | 23,34 km    | D28,5/100 D27,5/120 | 11/2004           | 12/2006            | Trmice (exit 69) Předlice (exit 72) Úžín (exit 74) Knínice (exit 80) Petrovice (exit 87) |

### Úsek Březiněves – Zdiby (km –2,248 – km 0,0) na Prosecké radiále
Úsek Březiněves – Zdiby začal být stavěn v roce 1988, zprovozněn byl v roce 1991 a kompletně dokončen v roce 1992. Měří 2,248 km a je chápán jako součást Prosecké radiály.
Úsek Prosecké radiály od křižovatky Vychovatelna až téměř po hranici Prahy (ul. Liberecká a Cínovecká) je vedena a značen jako silnice I/8, nenavazuje však přímo na zbývající část silnice I/8, která začíná až na exitu 52 za Lovosicemi. Silnice I/8 (značená jako silnice pro motorová vozidla) se mění na dálnici D8 za mostem s cyklotrasou A287, spojující Březiněves a Zdiby, zhruba na dálničním km -2,35. Hranice Prahy je značena ještě asi o 100 metrů dále směrem ke Zdibům, tj. zhruba stometrový úsek dálnice se dle značení nachází na území Prahy, dle základní mapy ČR se však silnice I/8 mění v dálnici D8 přesně na hranici Prahy a Středočeského kraje.
Úsek Březiněves – Zdiby, chápaný jako součást Prosecké radiály, byl postaven jednak jako přivaděč z centra Prahy k dálnici D8 a jednak jako přivaděč k Pražskému okruhu (dálnici D0), známému také pod zkratkou SOKP (= Silniční okruh kolem Prahy). Pražský okruh měl podle plánů z 80. let křížit dálnici D8 na MÚK Zdiby. Proto také na této MÚK má dálnice D8 nultý kilometr, protože bylo navrženo, že dálnice D8 bude začínat přesně na MÚK s Pražským okruhem (dálnicí D0) podobně, jako začíná např. dálnice D5 také na MÚK s dálnicí D0. V 90. letech byl ale projekt Pražského okruhu změněn a jeho trasa byla přesunuta blíže k Praze, takže se už neměla křížit s dálnicí D8 na MÚK Zdiby, ale na MÚK Březiněves.
Proto se po dostavbě dálnice D0 v této oblasti celá dálnice D8 má přeznačit tak, aby její nultý kilometr byl opět na MÚK s dálnicí D0, jak bylo původně plánováno. Tím by se dálnice D8 prodloužila o 2,248 km z 92,208 km na 94,456 km. Předtím ale ještě má být celý 2,248 km dlouhý úsek Březiněves – Zdiby rekonstruován, rozšířen a přebudován na dálniční standard D 27,5/120 (2+2 pruhy) a D 33,5/120 (3+3 pruhy). Čerpací stanice MOL na odpočívce Zdiby mají být zrušeny a zbourány; odpočívka směrem na Německo má být také zrušena a odstraněna, ve směru na Prahu má být zachována (bez čerpací stanice). Vše se ale má řešit až s dostavbou Pražského okruhu.[zdroj⁠?!]

### Úsek 0801: Zdiby – Úžice (km 0,0 – km 9,6)
Dálnice D8 začíná na severním okraji Prahy volným napojením na Proseckou radiálu. Na nultém kilometru se nachází první mimoúrovňová křižovatka dálnice D8, MÚK Zdiby. Druhou mimoúrovňovou křižovatkou je MÚK Úžice na 9. kilometru dálnice. Jedná se o kombinaci kosodélného a osmičkovitého typu MÚK.
Na 3. km se nachází oboustranná odpočívka Klíčany s čerpacími stanicemi MOL (ve směru od Prahy) a OMV (ve směru od Drážďan).
Stavba 9,6 km dlouhého úseku 0801 byla zahájena v říjnu 1990, do provozu byl úsek předán 23. července 1993, úplně dokončen až v prosinci 1993. Je postaven v parametrech dálniční kategorie D 26,5/120.

### Úsek 0802: Úžice – Nová Ves (km 9,6 – km 18,5)

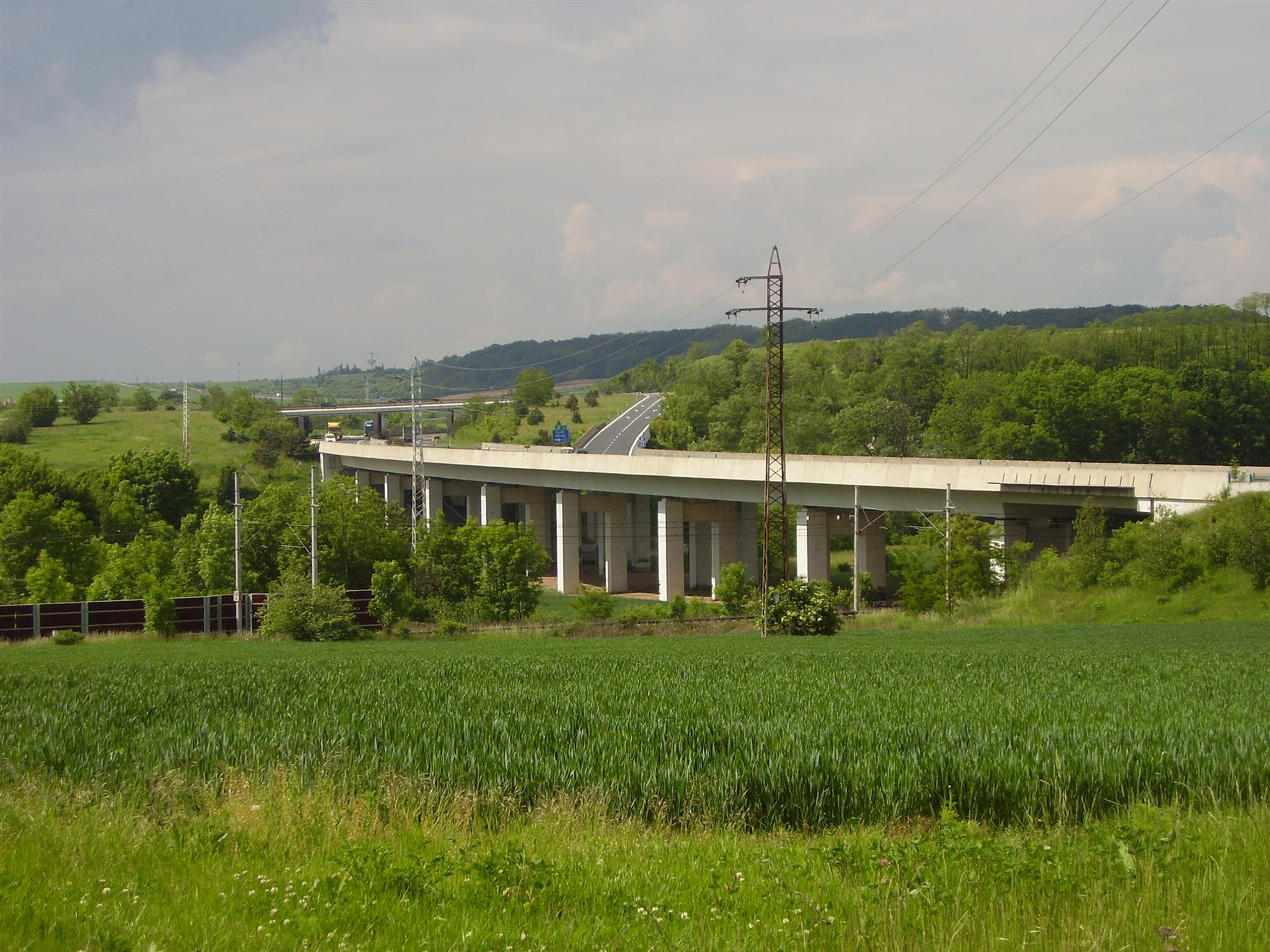
Dálniční most přes železnici u Vepřeka. V pozadí MÚK Nová Ves (18. kilometr)

Druhý úsek dálnice D8 ve směru od Prahy byl stavěn od prosince 1993, do provozu byl předán 18. října 1996 a úplně dokončen byl v dubnu 1997. Součástí jsou dva dálniční mosty (včetně mostu přes Vltavu) a MÚK Nová Ves na 18. kilometru dálnice. MÚK Nová Ves je kombinací kosodélného a osmičkovitého typu MÚK.
Délka úseku 0802 Úžice – Nová Ves je 8,9 km. Je postaven v parametrech dálniční kategorie D 26,5/120 a jeho výstavba stála v 90. letech 1,965 miliardy Kč.

### Úsek 0803: Nová Ves – Doksany (km 18,5 – km 34,851)

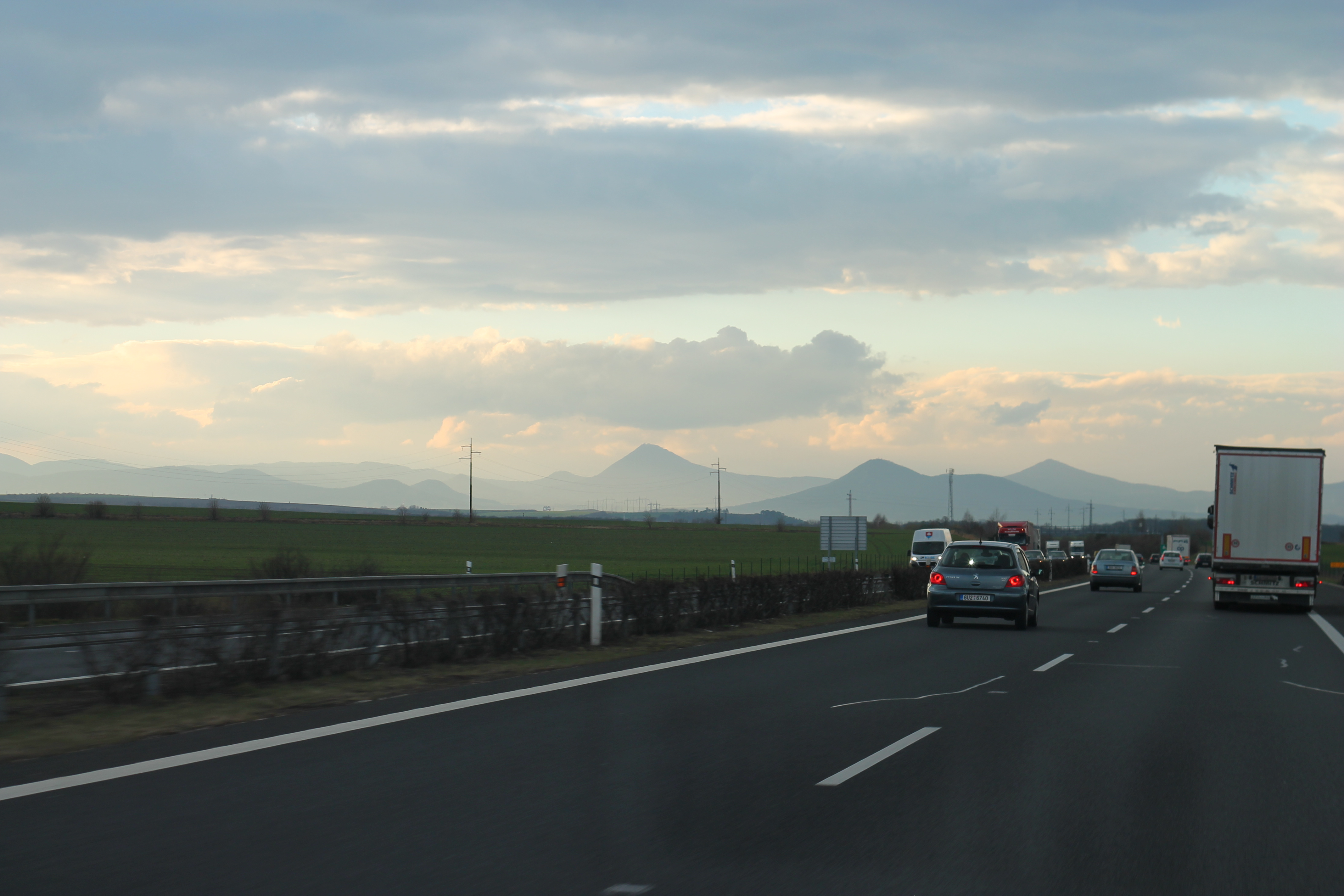
Dálnice u Dušníků, pohled na České středohoří, zleva Milešovka, Lovoš a Kletečná

Stavba tohoto úseku dálnice D8, úseku 0803 Nová Ves – Doksany, byla zahájena až po zprovoznění téměř celého následujícího úseku 0804 Doksany – Lovosice, v říjnu 1998. Jeho zprovozněním v červnu 2001 se tak dalo projet bez přerušení po dálnici z Prahy až do Lovosic. Úsek byl plně dokončen až v srpnu 2001. Součástí je také MÚK osmičkovitého typu Roudnice nad Labem na 29. kilometru dálnice. Na konci stavby je umístěn vyrovnávací kilometrovník 0,052 km.
Délka úseku 0803 Nová Ves – Doksany je 16,351 km. Je postaven v parametrech dálniční kategorie D 26,5/120 (rozšíření zpevněné části krajnice na úkor nezpevněné odpovídá kategorii D 27,5/120 a umožňuje v případě uzavření jednoho jízdního pásu provoz ve čtyřpruhovém uspořádání ve zbylém jízdním pásu) a jeho výstavba stála v 90. letech 1,88 miliardy Kč, což ho řadí mezi nejlevnější dálniční úseky v Česku.

### Úsek 0804: Doksany – Lovosice (km 34,851 – km 48,276)

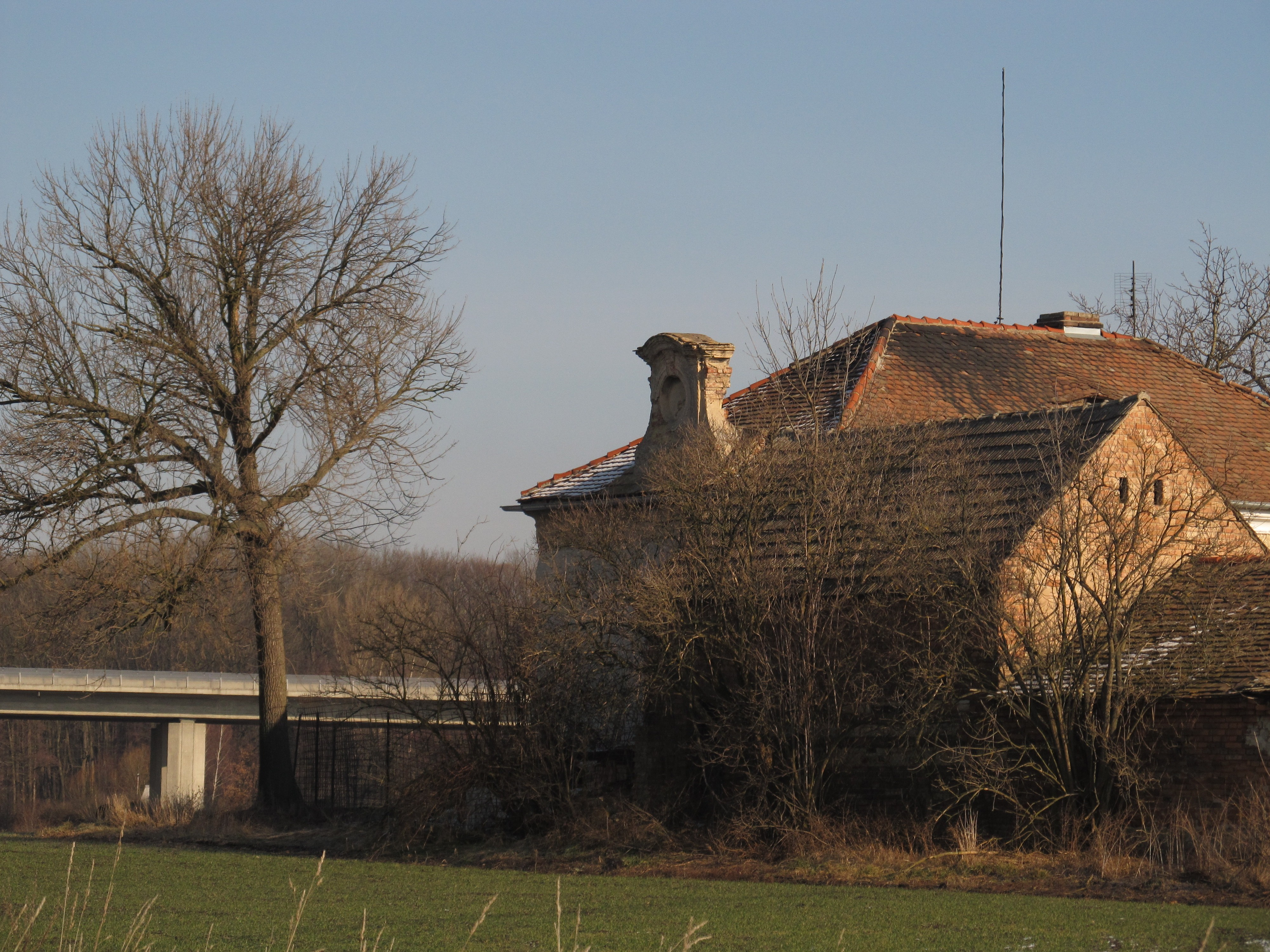
Kostel sv. Klimenta u Hostěnic na místě zaniklé obce Mury, v pozadí dálniční most přes Ohři u Doksan

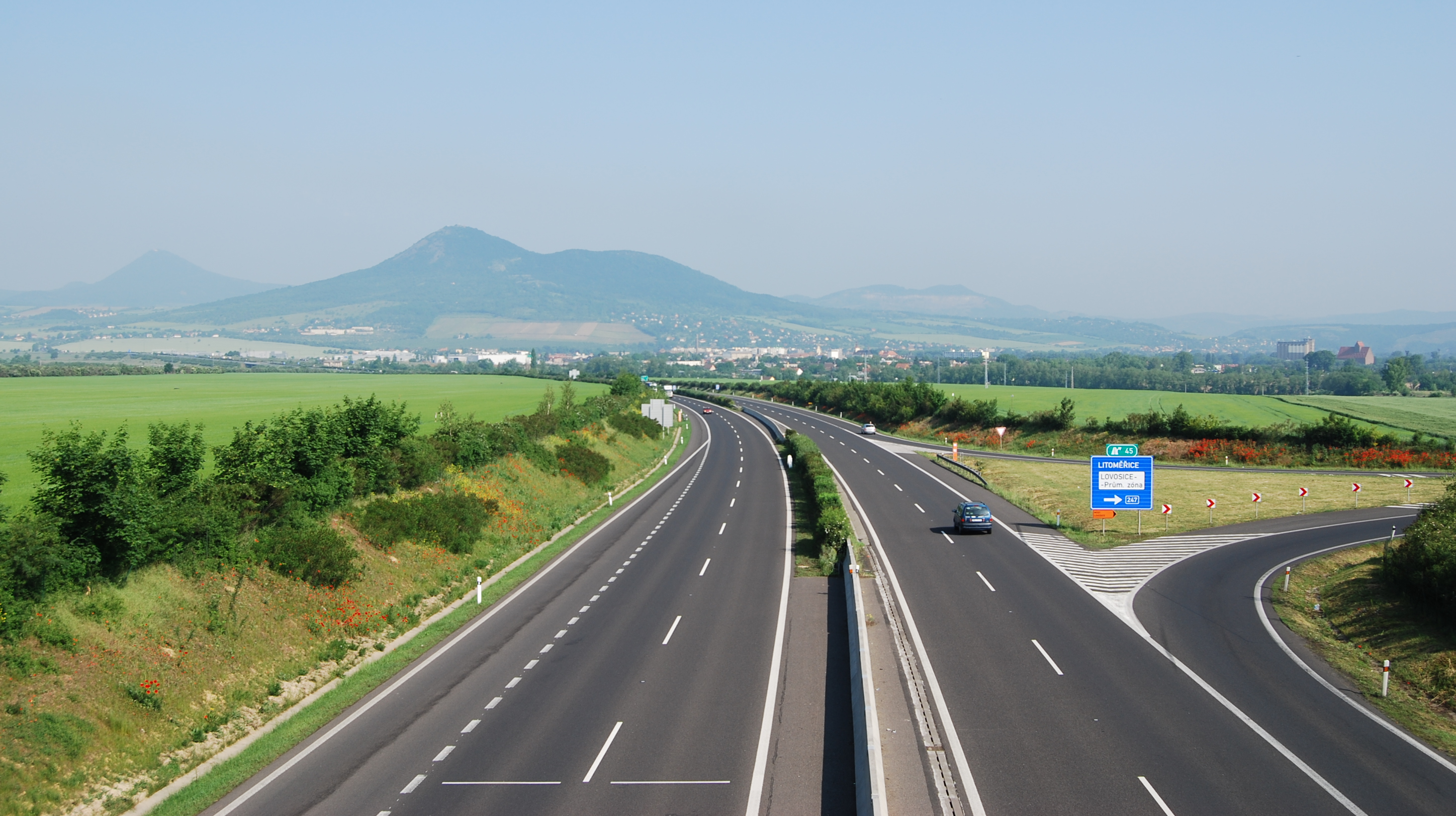
Dálnice D8 směr Německo z mostu na MÚK Lukavec (46. km). V pozadí České středohoří s kopci Lovoš (největší v popředí) a Milešovka (v pozadí vlevo)

První práce na tomto úseku začaly již v červenci 1995 stavbou mostu přes řeku Ohři. Oficiálně však začala výstavba úseku 0804 Doksany – Lovosice až o 15 měsíců později, v říjnu 1996.
Úsek 0804 byl zprovozněn v říjnu 1998, s výjimkou prvních 800 metrů úseku. Těchto 800 metrů, včetně MÚK Doksany, se začalo stavět až současně s počátkem výstavby předcházejícího úseku 0803 Nová Ves – Doksany v říjnu 1998 a bylo také společně s ním zprovozněno v červnu 2001.
Kromě MÚK Doksany na 35. kilometru (kombinace kosodélného a osmičkovitého typu) je na úseku 0804 ještě na 46. kilometru MÚK Lukavec (osmičkovitá MÚK) a oboustranná odpočívka Siřejovice (45. km) s čerpacími stanicemi ÖMV (ve směru od Prahy) a Benzina, s.r.o. (ve směru od Drážďan).
Významnou stavbou na tomto úseku je již zmíněný most přes Ohři o délce 1183 m, jedná se o nejdelší dálniční most v Česku.
Úsek 0804 je zakončen MÚK Lovosice (48. km), tato mimoúrovňová křižovatka řeší napojení silnic I/15 a I/30.
Délka celého úseku 0804 Doksany – Lovosice je 13,425 km. Je postaven v parametrech dálniční kategorie D 26,5/120 a jeho výstavba stála v 90. letech 2,616 miliardy Kč.
V letech 2011–2012 měla být na úseku 0804 vybudována nová mimoúrovňová křižovatka – MÚK Brozany nad Ohří deltovitého typu. Bude se nacházet na 40. kilometru se silnicí III. třídy č. 2472 (III/2472) Chotěšov – Brozany nad Ohří. Důvodem měla být především výstavba nového areálu cihelny Wienerberger cihlářský průmysl, a.s. právě u silnice III/2472, asi 400 m od plánované MÚK směrem na Brozany nad Ohří. Při té příležitosti mělo být v prostoru MÚK vybudováno tzv. truckcentrum – odpočívka s velkým parkovištěm pro kamiony a zázemím pro profesionální dálkové řidiče kamionů. Truckcentrum mělo být na silnici III/2472 napojeno čtyřramenným kruhovým objezdem, přičemž dvě ramena měla být silnice III/2472 a čtvrté rameno mělo být pravou větví MÚK Brozany nad Ohří.

### Úsek 0805: Lovosice – Řehlovice (km 48,276 – km 64,689)

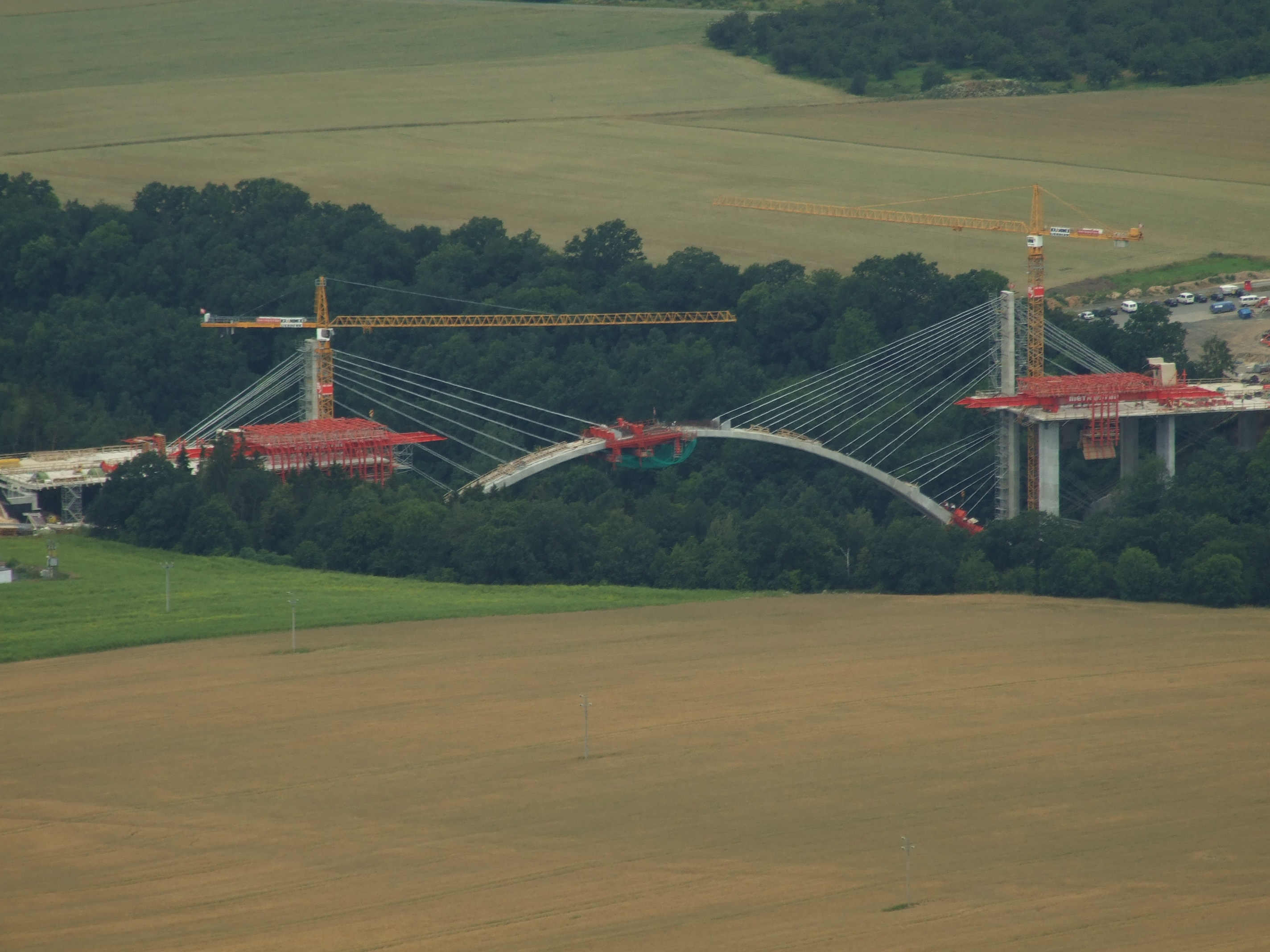
Výstavba mostu Oparno přes Opárenské údolí nedaleko od Velemína a Oparna

Úsek 0805 z Lovosic do Řehlovic byl poslední chybějící úsek dálnice D8. Jeho dostavěním došlo k propojení již provozovaných úseků 0801, 0802, 0803 a 0804 s úseky 0806 a 0807 (a navazující německé dálnice A17), čímž vznikl nepřerušený dálniční tah z Prahy do Drážďan.
Potřebná dokumentace Vyhodnocení vlivů na životní prostředí byla schválena již v roce 1996. Přestože se prověřovalo několik variant vedení trasy, zvolen byl přímý průjezd Chráněnou krajinnou oblast České středohoří jako nejrychlejší způsob dostavby dálnice D8 i ideální z dopravního hlediska. K tomu však byla potřebná výjimka ze zákona č. 114/92 Sb. Tato výjimka byla schválena až 14. února 2001, dne 28. března 2002 bylo vydáno územní rozhodnutí a nabylo právní moci.
Oficiální zahájení stavby proběhlo dne 6. listopadu 2007. Ke zprovoznění mělo podle původních předpokladů dojít v prosinci 2010. Stavbu však zpomalovaly soudní spory mezi ŘSD a ekologickou organizací Děti Země. V květnu 2012 byl zprovozněn úsek Lovosice – Bílinka a byla v celé délce zahájena i výstavba zbývající části z Bílinky do Řehlovic.
7. června 2013 došlo na této zbývající části k masivnímu sesuvu asi 500 tisíc metrů krychlových zeminy v km 56,5 dálnice D8 u Litochovic. V listopadu 2014 byla zahájena první etapa odtěžení sesuvu a vytvoření odvodnění za 70 mil. Kč, v září 2015 pak začala druhá etapa sanace za 400 mil. Kč. Provoz na úseku byl zahájen 17. prosince 2016, kvůli nestabilnímu svahu však je doprava v okolí prackovické estakády dočasně vedena jedním pruhem. Na možný sesuv a nestabilní podloží upozorňoval geolog Vladimír Cajz. Jde o jeden ze stavebně nejsložitějších úseků celé dálnice D8 – celkem bylo postaveno pět mostů a dva tunely – tunel Prackovice o délce 270 m a tunel Radejčín o délce 620 m.
Na úseku 0805 se nachází celkem 3 mimoúrovňové křižovatky:
- 48. kilometr – MÚK Lovosice (osmičkovitá MÚK)
- 52. kilometr – MÚK Bílinka (trubkovitá MÚK)
- 65. kilometr – MÚK Řehlovice (trubkovitá MÚK) s křížením silnice pro motorová vozidla I/63

Délka úseku 0805 Lovosice–Řehlovice je 16,413 km. Je postaven v parametrech dálniční kategorie D 27,5/120 a jeho celá výstavba měla stát 14,7505 miliardy Kč.
Do doby, než byl úsek 0805 zprovozněn, byla dálková doprava ve směru od Prahy vedena z Řehlovic na Teplice a dále po silnici I/8 tak jako dříve, ale ve směru z Německa byla u Ústí nad Labem svedena k Labi a podle něj po silnici I/30 do Lovosic, u kterých se opět vracela na dálnici D8.

### Úsek 0806: Řehlovice – Trmice (km 64,689 – km 68,864)
Nejstarší úsek dálnice D8, stavba 0806. Stavba byla zahájena v roce 1984 a uvedena do provozu 6. 11. 1990. Úsek 0806 byl oproti ostatním úsekům dálnice D8 postaven v předstihu, neboť postupující těžbou v hnědouhelném lomu Chabařovice by došlo k přerušení jediného silničního spojení mezi Teplicemi a Ústím nad Labem – silnici I/13. Z tohoto důvodu bylo zapotřebí vytvořit alternativní spojení mezi těmito městy, které měl řešit právě úsek 0806 dálnice D8 a u Řehlovic na něj volně navazující, současně s 0806 stavěná čtyřpruhová silnice II/613 (od roku 1997 rychlostní silnice R63, od 1. ledna 2016 silnice pro motorová vozidla I/63).
Úsek 0806 dálnice D8 ve spojení se silnicí pro motorová vozidla I/63 tak pouze vytvářel alternativní spojení Teplic a Ústí nad Labem a nesloužil tedy jako dopravní tepna ve směru Praha – Drážďany. Pro dopravu v tomto dopravním směru začal sloužit až v prosinci 2006, kdy byl zprovozněn následující úsek 0807, vedoucí do Německa.
Na 4,2 km dlouhém úseku 0806 se nacházejí 3 velké mosty:
- Most Stadice (délka 323 m)
- Most Koštov (délka 500 m)
- Most Trmice (délka 440 m).

V souvislosti s výstavbou MÚK Trmice (69. kilometr) byla zrušena MÚK Trmice (68. kilometr).
Délka úseku 0806 Řehlovice – Trmice je 4,175 km. Je postaven v parametrech dálniční kategorie D 26,5/120 a jeho výstavba stála v 80. letech 1,032 miliardy Kčs.
V souvislosti s dostavbou dálnice D8 přes České středohoří (úsek 0805 Lovosice – Řehlovice) byla realizována výstavba nové mimoúrovňové křižovatky na úseku 0806 – MÚK Stadice kosodélného typu s napojením silnice II. třídy č. 258 (II/258). Křižovatka se nachází na 65. kilometru, jen pár set metrů za velkou MÚK Řehlovice, kde se napojuje silnice pro motorová vozidla I/63, přímo u obce Stadice, u železničního přejezdu a železniční stanice Stadice. Důvodem je možnost přímého sjezdu k nově budovanému areálu Střediska správy a údržby dálnic (SSÚD) a oddělení dálniční Policie.

### Úsek 0807: Trmice – státní hranice Česko/Německo (km 68,864 – km 92,208)

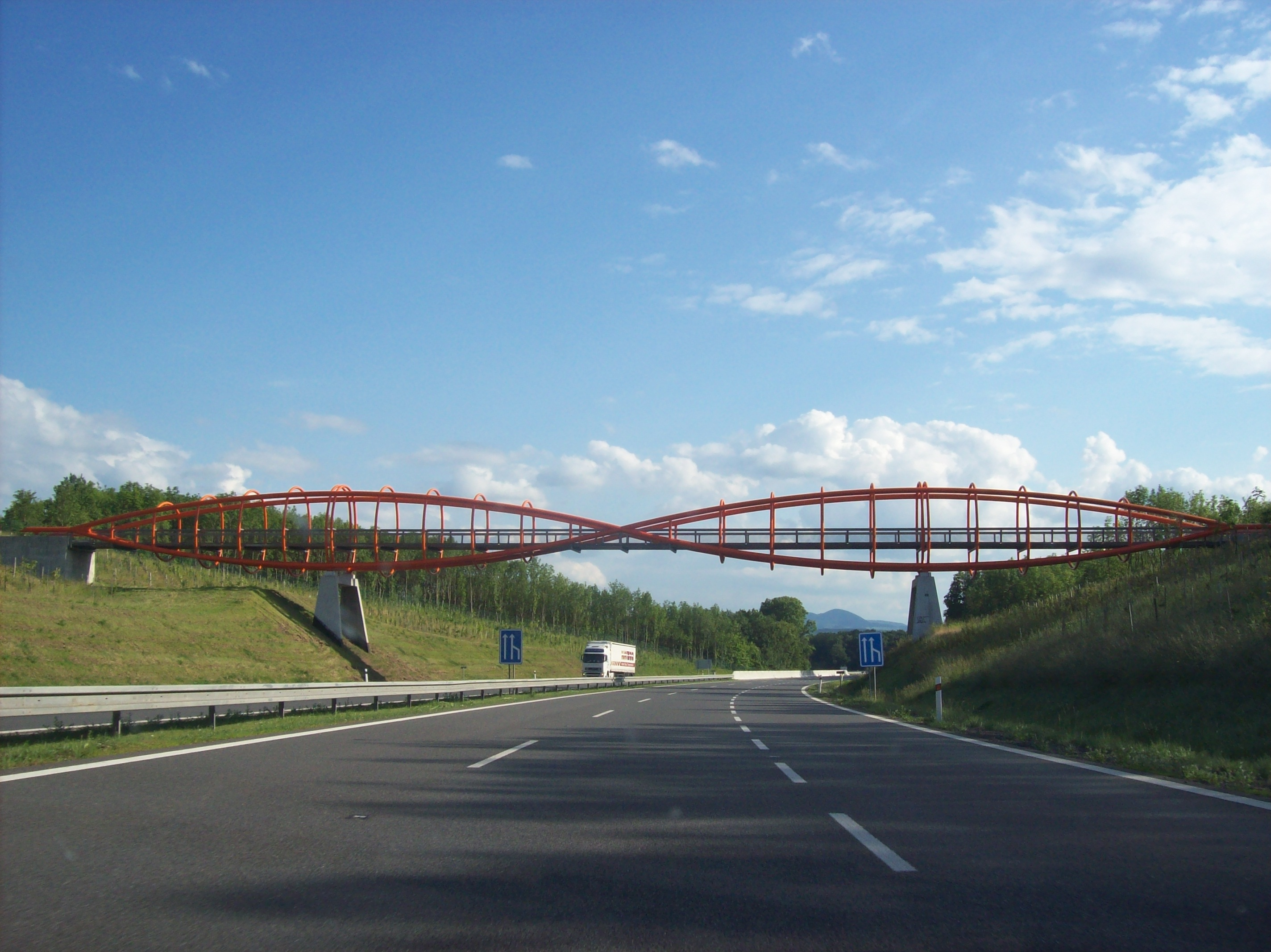
Lávka pro pěší na 76. km zvaná Kočičí oči (směr Praha)

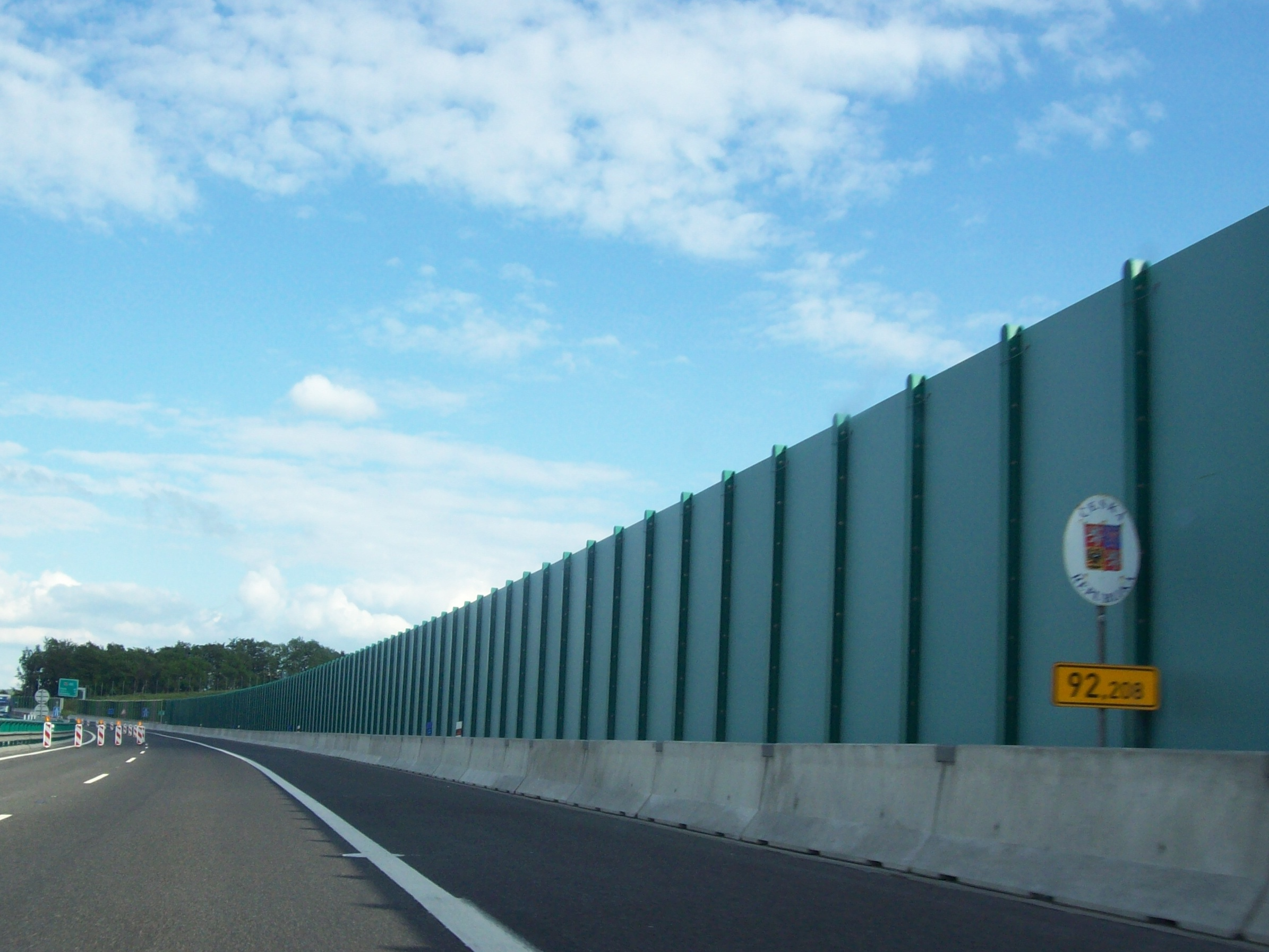
Státní hranice na dálnici (směr Praha)

Poslední úsek dálnice D8, úsek 0807, vede z Trmic na státní hranici Česko/Německo (Krásný Les – Breitenau), kde navazuje na německou dálnici A17. Mezistátní dohoda Česka a Německa o způsobu a podmínkách propojení obou zemí dálnicí byla sepsána v roce 2000. Výsledná trasa byla vybrána z celkem 11 variant.
Tento úsek, který vede přes Krušné hory, překonává nezvyklé převýšení 482 m ze 162 m n. m. na 72. km u Předlic (západní část Ústí nad Labem) po 644 m n. m. na 90. km dálnice na náhorní plošině Krušných hor.
Stavba tohoto úseku byla zahájena v roce 2003 ražením tunelu Panenská (délka 2167,7/2115,7 m), který je nejdelším dálničním tunelem v Česku. Tunel byl ražen novou rakouskou tunelovací metodou. Kromě tunelu Panenská se na úseku 0807 nachází ještě jeden tunel a to Libouchec (délka 535/454 m).
Na úseku 0807 se nachází celkem 5 mimoúrovňových křižovatek:
- 69. kilometr – MÚK Trmice (deltovitá MÚK)
- 72. kilometr – MÚK Předlice (kombinace kosodelné a osmičkovité MÚK)
- 74. kilometr – MÚK Úžín (deltovitá MÚK)
- 80. kilometr – MÚK Knínice (kombinace kosodelné a osmičkovité MÚK)
- 87. kilometr – MÚK Petrovice (trubkovitá MÚK)

Dále se na úseku 0807 nachází mnoho mostů. Krátce za MÚK Trmice (69. km) je to most přes železniční tratě (délka 1059 m) a následně most přes údolí Ždírnického potoka (délka 468 m). Dále za MÚK Knínice (80. km), krátce před tunelem Libouchec, se nachází most Knínice (délka 1008 m). Mezi tunely Libouchec a Panenská, se nachází most Panenská délky 264 m. Další mosty se nacházejí už za poslední MÚK Petrovice (87. km). Celkem jsou to čtyři mosty: přes Mordovu rokli (délka 523 m), pod Špičákem (délka 358 m), most přes Rybný potok (délka 440 m) a nakonec Hraniční most (délka 410 m, výška 56 m), který je nejvyšším mostem na celé dálnici D8 a který propojuje českou dálnici D8 s německou dálnicí A17.
Mezi MÚK Úžín a Knínice se nachází oboustranná odpočívka Varvažov s čerpacími stanicemi MOL.
Město Ústí nad Labem se původně postavilo proti otevření tohoto úseku, dokud nebude dokončen i navazující úsek 0805 přes České středohoří s odůvodněním, že v chybějícím úseku existuje pouze jedna možná objízdná trasa a to přes MÚK Trmice, dále po čtyřpruhové silnici II. třídy č. 613 (II/613) skrz centrum Ústí nad Labem přes malý kruhový objezd pod zámečkem Větruše a dále podél řeky Labe po silnici I/30 až do Lovosic. V případě dopravní nehody by tato cesta mohla být zablokována, což by způsobilo závažné problémy.
Tento úsek byl zprovozněn společně s německou dálnicí A17 21. prosince 2006. Jeho délka je 23,344 km.
Úseku 0807/I Trmice – Knínice (12,244 km) je postaven v parametrech dálniční kategorie D 28,0/100, úsek 0807/II Knínice – státní hranice Česko/Německo (11,475 km) je postaven v parametrech dálniční kategorie D 27,5/120. Stavba celého úseku 0807 stála 22,334 miliardy Kč; Evropská unie se podílela částkou 1,5 miliardy Kč.

## Spory o trasu D8 v Českém středohoří
Poslední chybějící úsek dálnice D8 Lovosice – Řehlovice vedoucí přes Chráněnou krajinnou oblast České středohoří byl v rámci výstavby nejvíce komplikovanou částí.

### Schvalování dálnice přes chráněnou krajinnou oblast
Nutná dokumentace vyhodnocení vlivů na životní prostředí, tzv. EIA, byla schválena již v roce 1996. Pro vedení dálnice přes chráněnou krajinnou oblast (CHKO) však byla nutná výjimka ze zákona č. 114/92 Sb., kterou udělovalo Ministerstvo životního prostředí ČR. Ministerstvo, i s ohledem na střídání ministrů, několikrát změnilo názor. Ministr Miloš Kužvart (ČSSD) ovšem výjimku ze zákona nakonec udělil. Tato výjimka byla schválena až 14. února 2001, dne 28. března 2002 bylo vydáno územní rozhodnutí a řízení nabylo právní moci.
Ve vlastních správních řízeních docházelo k řetězům odvolání a mimořádných opravných prostředků.
Příliš dlouhé projednávání kolem této dálnice bylo jedním z hlavních důvodů, proč poslanci schválili v novele Zákona o ochraně přírody a krajiny převedení pravomocí udělování výjimek ze zákona na vládu ČR. Rozhodování samotného ministerstva životního prostředí se jim jevilo jako velmi podjaté a ovlivněné ekologicky orientovanými nevládními neziskovými organizacemi.
Je velice pravděpodobné, že uvedená lavina sporů by nenastala (anebo by byla výrazně méně intenzivní), pokud by výstavba dálnice u nás byla schvalována jako jedna jediná stavba, a ne jako soubor dílčích staveb. Dálnice D8 je takto rozdělena na 7 dílčích staveb (viz výše). Kritici tomuto způsobu schvalování říkají „salámová metoda“. Faktem je, že v okamžiku, kdy jsou některé úseky schváleny, je výrazně omezeno variantní vedení ostatních úseků, neboť ty musí být technicky napojeny na již hotové či schválené úseky.

### Původní varianta (oficiální varianta)
Původní varianta, navrhovaná Ředitelstvím silnic a dálnic ČR (ŘSD), zasahuje do 2. a 3. zóny CHKO, do geologicky cenných profilů bývalého čedičového lomu Prackovice a do nadregionálního biokoridoru řeky Labe (v části nazývané Porta Bohemica). Právě tyto nejvíce chráněné zóny překračuje pomocí plánované kombinace tunel Prackovice (270 m) + most + tunel Radejčín (620 m).

### Návrhy řešení ekologů
Ekologové navrhovali několik různých řešení, aby se buď úplně vyhnuli výstavbě dálnice přes Chráněnou krajinnou oblast České středohoří, nebo alespoň zminimalizovali negativní dopady pro krajinu, faunu a životní prostředí obecně.

#### Objízdná trasa Českého středohoří
Původní požadavek nevládních neziskových organizací byl nestavět dálnici přes CHKO České středohoří vůbec.
Místo ní navrhovali výstavbu dálnice D8 do Lovosic úplně zastavit a využít dálnici D7 z Prahy až do Postoloprt, kde by se trasa odklonila na nově vybudovanou dálnici do Mostu, u nějž by se napojila na již vybudovanou čtyřpruhovou silnici I/13, po níž by pokračovala asi 25 km až do Bystřan u Teplic. Tam by se volně napojila na již vybudovanou silnici I/63, která volně navazuje u Řehlovic na již vybudovaný úsek dálnice D8 (úsek 0806). Dále by už trasa vedla podle původních plánů ke státní hranici Česko/Německo.
Tento způsob řešení dopravního tranzitu by vlastně vytvořil severozápadní obchvat celé krajinné oblasti České středohoří. Jeho problémem bylo především to, že by byl příliš dlouhý a motoristé by využívali spíše již dostavěné úseky dálnice D8 do Lovosic a starou silnici I/8 přes České středohoří.

#### Dlouhý tunel
Druhým řešením bylo vést téměř celý úsek 0805 dálnice D8 Lovosice – Řehlovice v 13 km dlouhém tunelu. Problémem této varianty byla, oproti původnímu řešení, výrazně dražší realizace a příliš dlouhá doba výstavby. Výhodou by naopak byla maximální šetrnost ke krajině a fauně a snazší zimní údržba.

#### Tunel Kubačka
Třetí (a zřejmě poslední) návrh ekologů z ledna 2005 byl nestavět dva tunely Prackovice a Radejčín, ale místo nich postavit jeden 3,35 km dlouhý tunel Kubačka.
Argumenty ekologů byly takové, že trasa bude o 640 m kratší než původní varianta a bude šetrnější ke krajině, fauně i životnímu prostředí obecně. Návrh této varianty přišel ale pozdě (leden 2005), když už finišovaly přípravy výstavby úseku 0805 podle původních plánů.
Proti této variantě s tunelem Kubačka se postavily obce poblíž staré silnice I/8, protože zvolením této varianty by se výstavba úseku 0805 zpozdila asi o 4,5 roku. Další nevýhody této varianty byly vyšší cena realizace, delší doba výstavby a vysoké náklady na provoz tunelu.
Zvolení této varianty by si mj. vyžádalo změnu územního plánu Ústeckého kraje, což Ústecký kraj zamítl dne 9. března 2005, čímž tuto variantu odmítl a postavil se tak na stranu ŘSD.

### Dokončení

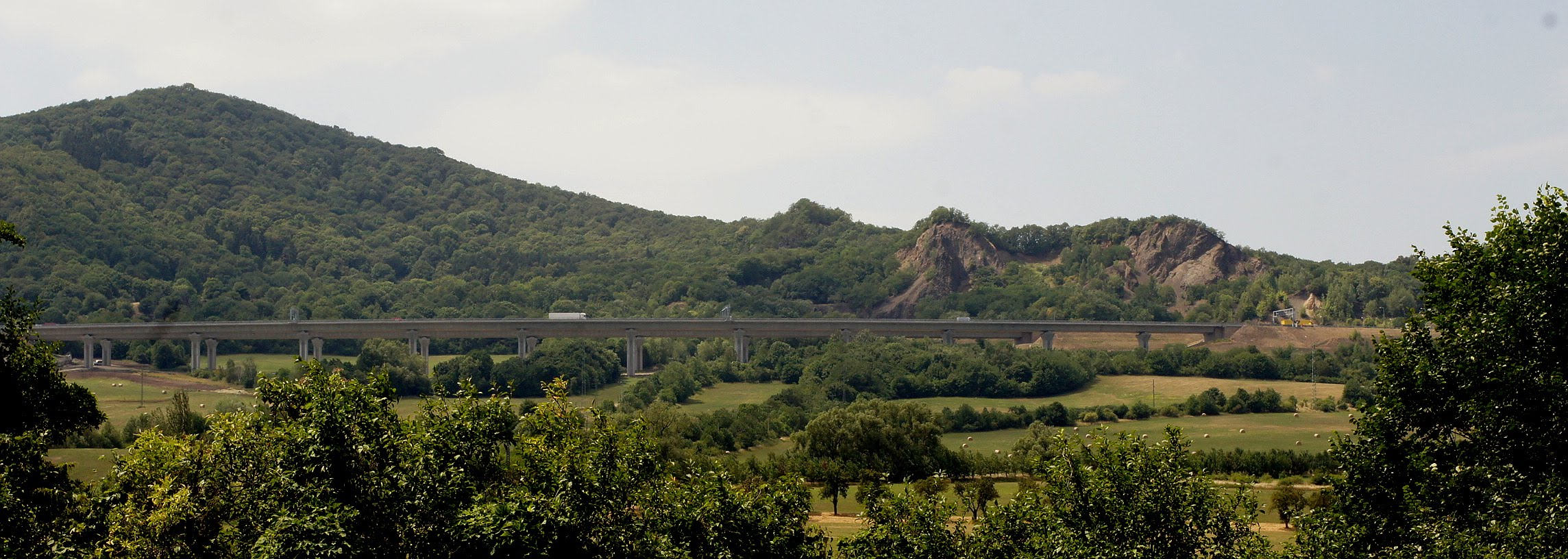
Estakáda Prackovice (2018)

Po 10 letech sporů začala dne 6. listopadu 2007 oficiálně výstavba posledního úseku dálnice D8 (úseku 0805) podle původního plánu, který vznikl v 90. letech.
V únoru 2008 Nejvyšší správní soud (NSS) konstatoval, že Krajský úřad Ústeckého kraje chyboval při povolování stavby úseku Lovosice – Řehlovice přes území Chráněné krajinné oblasti České středohoří. Rozhodnutí krajského úřadu o umístění stavby proto bude muset krajský soud zrušit. V květnu 2008 Městský soud v Praze zakázal hloubení tunelu Prackovice (také v úseku 0805).
Výstavba úseku 0805 byla rozdělena na dvě části. První část měla být otevřena 21. prosince 2011, nakonec se ale pro nesrovnalost ve stavební dokumentaci úsek otevřel až 14. května 2012. Jedná se o navazující úsek od Prahy od MÚK Lovosice (48. km) až k MÚK Bílinka (52. km). Zbývající část od MÚK Bílinka (52. km) až k MÚK Řehlovice (64. km), zahrnující velké mosty a oba tunely, byla zprovozněna na konci roku 2016, čímž byla dálnice dokončena.

## Živelné pohromy

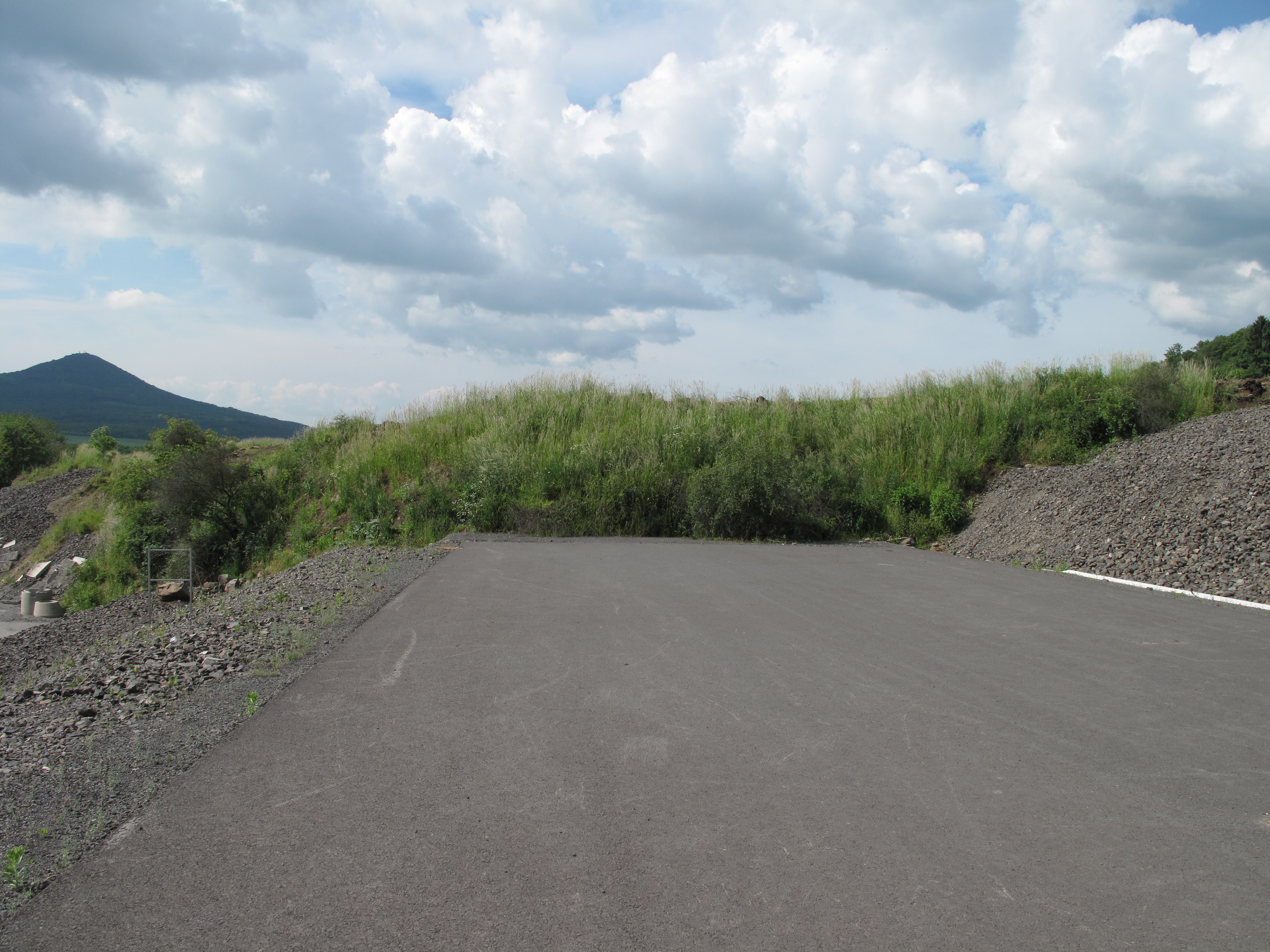
Sesuv na D8 u Dobkoviček (2013)

- Během velké povodně v srpnu roku 2002 na Vltavě bylo poškozeno těleso dálnice na jejím 18. kilometru u Nové Vsi v místech, kde těleso dálnice překonává řeku Vltavu. Tehdy zde došlo k poškození podjezdu místní silniční komunikace, kde si velká voda pod dálnicí vymlela jakési náhradní koryto. Kromě toho také zcela podemlela blízký rohový sloup elektrického vedení velmi vysokého napětí, což mělo za následek pád elektrického vedení přímo na vozovku. Následně bylo nutné provést opravu poškozené dálnice i spadlého vedení velmi vysokého napětí, což trvalo několik let a posléze to dlouho v tomto místě komplikovalo silniční provoz.
- Během další velké povodně v červnu roku 2013, opět na 18. kilometru, v témže místě křížení tělesa dálnice s řekou Vltavou, tak jako v roce 2002 u podjezdu místní komunikace, která vede podél Vltavy, došlo k dalšímu poškození tělesa dálnice.[zdroj?]
- Dne 7. června 2013 došlo k velkému sesuvu půdy u Velemína, Dobkoviček a Litochovic nad Labem na ještě nedokončené stavbě dálničního úseku z Lovosic přes České středohoří, kromě dálnice byla zničena část železniční tratě z Lovosic do Úpořin, která v tomto místě vede souběžně s dálnicí.